# プトレシン-N-メチルトランスフェラーゼ
プトレシン-N-メチルトランスフェラーゼ(Putrescine N-methyltransferase、EC 2.1.1.53)は、以下の化学反応を触媒する酵素である。
S-アデノシル-L-メチオニン +プトレシン{\displaystyle \rightleftharpoons }S-アデノシル-L-ホモシステイン + N-メチルプトレシン
従って、この酵素の2つの基質はS-アデノシル-L-メチオニンと プトレシン、2つの生成物はS-アデノシル-L-ホモシステインとN-メチルプトレシンである。
この酵素は、転移酵素、特に1炭素基を転移させるメチルトランスフェラーゼのファミリーに属する。系統名は、S-アデノシル-L-メチオニン:プトレシン N-メチルトランスフェラーゼである。その他よく用いられる名前に、putrescine methyltransferase等がある。この酵素は、アルカロイドの生合成に関与している。